# 南林寺町
南林寺町（なんりんじちょう）は、鹿児島県鹿児島市の町。郵便番号は892-0834。人口は2,545人、世帯数は1,615世帯（2020年4月1日現在）。1963年（昭和38年）より南林寺町の全域で住居表示を実施している。

## 地理
鹿児島市の中央部、甲突川下流域に位置している。町域の北方には松原町、南方及び東方には城南町、西方には新屋敷町、甲突町がそれぞれ接している。
町域の中央を国道225号、東端を鹿児島県道216号鹿児島港城南線がそれぞれ南北に通っており、パース通りが北端を東西に通っている。国道225号とパース通りが交わる松原小前交差点の南西角には鹿児島市立松原小学校が設置されている。

### 町名の由来
「南林寺町」という町名はかつて町域内に存在していた南林寺に由来している。

## 歴史

### 前史
南林寺町はかつて南林寺の墓地であり、鹿児島市では最大の墓地であった。町が設置されるまではこの一帯は「南林寺墓地」あるいは「寺の馬場通」と呼ばれていた。

### 南林寺町の設置以後
1924年（大正13年）に都市計画により南林寺墓地の整理と改葬が完了し、南林寺墓地跡地に宅地が建設されるようになった。同年、松原町の一部から分割され、鹿児島市の町「南林寺町」として設置された。
1962年（昭和37年）に住居表示に関する法律が施行されたのに伴い、鹿児島市は鹿児島市街地域の住居表示に着手した。1963年（昭和38年）9月11日に城南地区で住居表示の実施に伴う町域の再編が実施され洲崎町の一部を南林寺町に編入し、同時に南林寺町の一部が千日町及び松原町に編入された。また、同年に南林寺町の全域で住居表示が実施された。

### 町名の変遷
| 変更後           | 変更年             | 変更前           |
| ---------------- | ------------------ | ---------------- |
| 南林寺町（新設） | 1924年（大正13年） | 松原町（一部）   |
| 南林寺町（編入） | 1963年（昭和38年） | 洲崎町（一部）   |
| 千日町（編入）   | 1963年（昭和38年） | 南林寺町（一部） |
| 松原町（一部）   | 1963年（昭和38年） | 南林寺町（一部） |

## 人口
以下の表は国勢調査による小地域集計が開始された1995年以降の人口の推移である。
| 年                 | 人口  |
| ------------------ | ----- |
| 1995年（平成7年）  | 2,291 |
| 2000年（平成12年） | 2,389 |
| 2005年（平成17年） | 2,526 |
| 2010年（平成22年） | 2,633 |
| 2015年（平成27年） | 2,629 |

## 文化財

### 県指定
- 不動明王像一軀（有形文化財（彫刻））[17]

## 施設

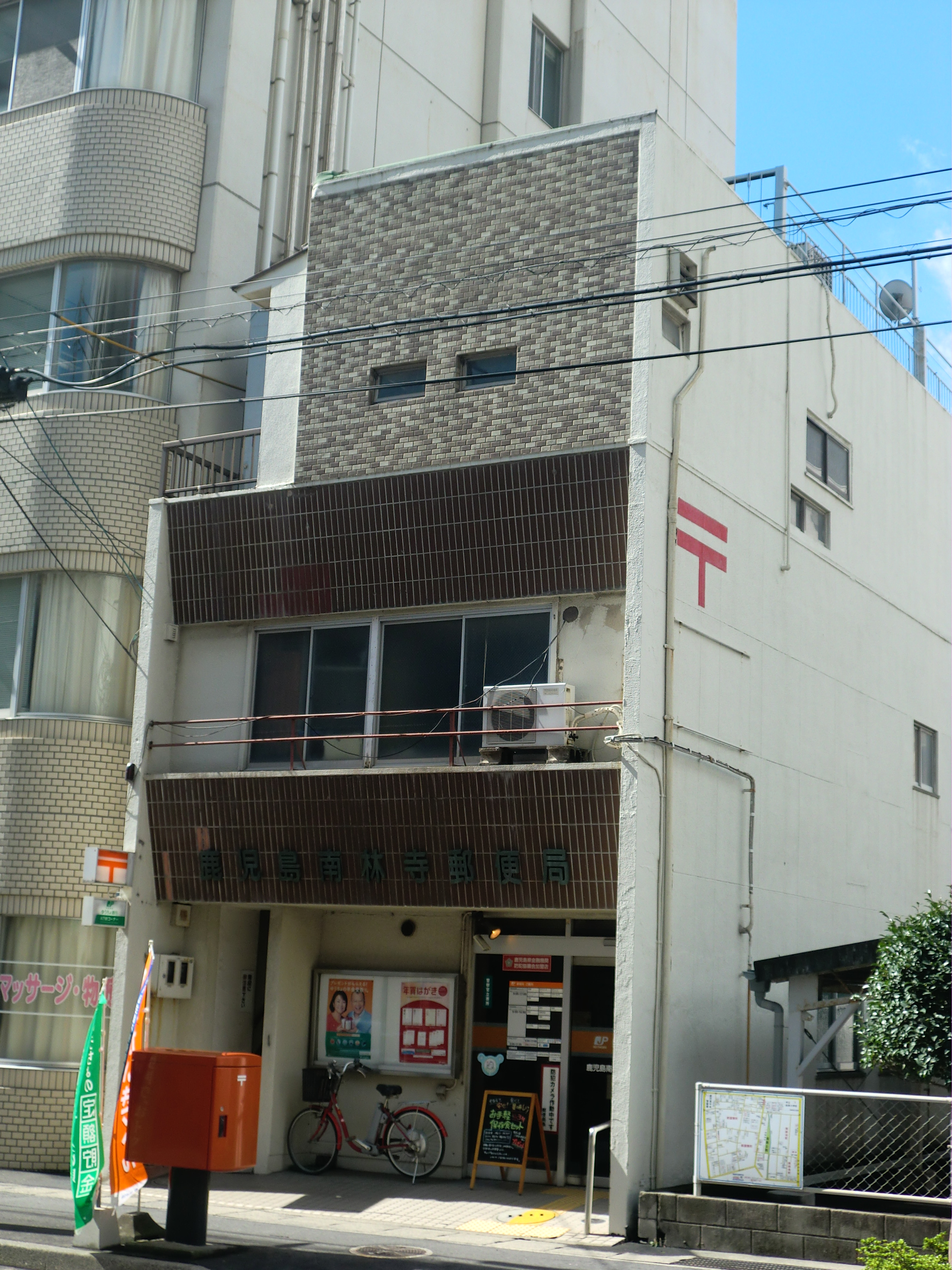
鹿児島南林寺郵便局

### 教育
- 鹿児島市立松原小学校[18]

### 郵便局
- 鹿児島南林寺郵便局[19]

### 寺院
- 南林寺跡
- 南洲寺
- 福照寺

## 小・中学校の学区
市立小・中学校に通う場合、学区（校区）は以下の通りとなる。
| 町丁     | 番・番地 | 小学校               | 中学校                 |
| -------- | -------- | -------------------- | ---------------------- |
| 南林寺町 | 9-19     | 鹿児島市立城南小学校 | 鹿児島市立天保山中学校 |
| 南林寺町 | その他   | 鹿児島市立松原小学校 | 鹿児島市立甲東中学校   |

## 交通

### 道路
一般国道
- 国道225号

一般県道
- 鹿児島県道216号鹿児島港城南線